# Cabinetul Lammasch
Cabinetul Lammasch (27 octombrie 1918 – 11 noiembrie 1918; în germană Ministerium Lammasch) a fost ultimul guvern al Cisleithaniei numit de împăratul Carol I; a urmat Cabinetului Hussarek care guvernase doar trei luni. Prim-ministrul cezaro-crăiesc era Heinrich Lammasch, un profesor de drept cunoscut pe plan internațional și neimplicat politic.